# Muratayak jezik
Muratayak jezik (asat, murataik; ISO 639-3: asx), jedan od osam Warupskih jezika, šire skupine finisterre, kojim govori 810 (2003 SIL) ljudi u Papu Novoj Gvineji na području provincije Madang, točnije u distriktu Rai Coast, istočno od Saidora.
Srodni su mu ostali warupski jezici.

## Vanjske poveznice
- Ethnologue (14th)
- Ethnologue (15th)